# International Opera Awards 2014

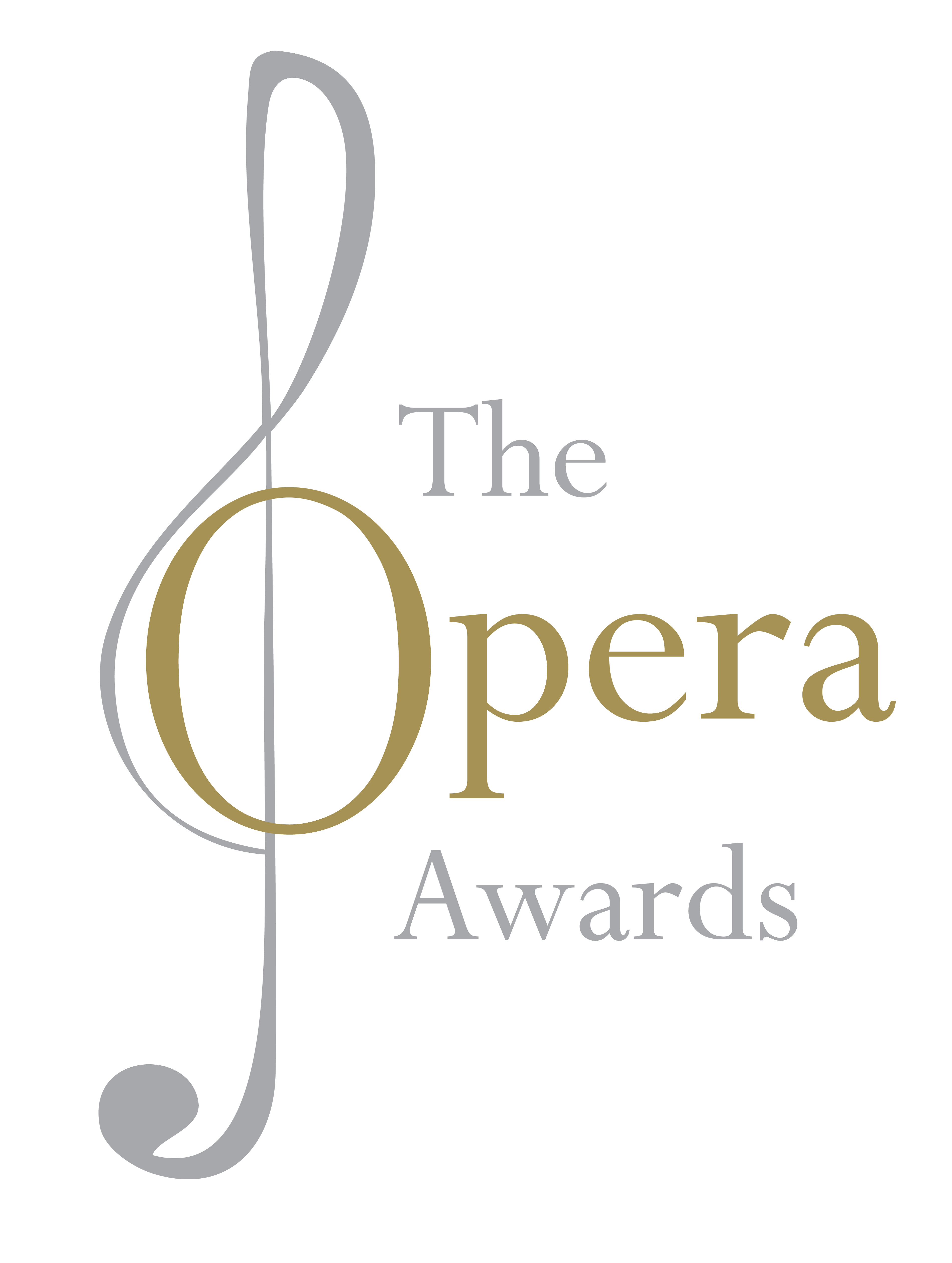

Die International Opera Awards 2014 wurden im Jahr zuvor von Harry Hyman, einem britischen Geschäftsmann und Philanthrop, und von John Allison, Herausgeber der Zeitschrift Opera, ins Leben gerufen.

## Ziele und Zeremonie
Die zweite Verleihung der International Opera Awards fand am 7. April 2014 im feierlichen Rahmen im Grosvenor House Hotel, Park Lane, London, statt. Die Struktur der Preisverleihung lehnt sich an die Tradition der Academy Awards an, mit fünf oder sechs Nominierungen und einem Preisträger, der erst während der Zeremonie bekanntgegeben wird.
Zielsetzung der Preisverleihung ist, hervorragende Leistungen im Bereich der Oper zu fördern und publizistisch herauszustellen. Die Preisverleiher konstatieren, dass es zwar eine Reihe von Musik- und Kulturpreisen gibt, aber bis zur Gründung der IOA keine internationale Auszeichnung speziell für den Bereich des Musiktheaters.
Weiters sollen herausragende Talente und Nachwuchskünstler ins Licht der Öffentlichkeit gerückt werden.

## Preisträger 2014
| Kategorie                                          | Preisträger | Weitere Nominierte |
| -------------------------------------------------- | --- | --- |
| Sänger                                             | Stuart Skelton | - Alessandro Corbelli - Stéphane Degout - Bryan Hymel - Peter Mattei - Luca Pisaroni - Ludovic Tézier - Michael Volle |
| Sängerin                                           | Diana Damrau | - Christine Goerke - Anja Harteros - Christiane Karg - Petra Lang - Adrianne Pieczonka - Krassimira Stojanowa |
| Dirigent                                           | Kirill Petrenko | - Teodor Currentzis - Sir Mark Elder - Andris Nelsons - Gianandrea Noseda - Simone Young |
| Chor                                               | Bayreuther Festspiele | - Deutsche Oper Berlin - Metropolitan Opera New York City - MusicAeterna, Perm State Opera - Welsh National Opera, Cardiff - Wexford Festival Opera |
| Regie                                              | Barrie Kosky | - Calixto Bieito - Tatjana Gürbaca - Martin Kušej - Dmitri Tschernjakow - Graham Vick |
| Ausstattung                                        | Paul Brown | - Aleksandar Denić - Robert Jones - Brigitte Reiffenstuel - Leslie Travers |
|                                                    | | |
| Opernhaus                                          | Oper Zürich | - Bayerische Staatsoper, München - Komische Oper Berlin - Metropolitan Opera, New York City - Royal Opera House Covent Garden, London - Vlaamse Opera, Gent |
| Festival                                           | Festival d’Aix-en-Provence | - Bregenzer Festspiele - Glyndebourne Festival Opera - Longborough Festival Opera - Rossini Opera Festival, Pesaro - Wexford Festival Opera |
| Accessibility                                      | Teatro Sociale di Como | - Badisches Staatstheater (Karlsruhe) - Handa Opera (Sydney) - Ruhrtriennale (Bochum, Bottrop, Dortmund, Essen, Gladbeck) - Scottish Opera (Glasgow) |
|                                                    | | |
| Neuinszenierung                                    | Bellini: Norma - Salzburger Festspiele - Orchestra La Scintilla, Dirigent: Giovanni Antonini - Regie: Moshe Leiser und Patrice Caurier, Bühne: Christian Fenouillat             | - Rossini: Guillaume Tell, Rossini Opera Festival, Pesaro - Berg: Lulu, Welsh National Opera, Cardiff - Zimmermann: Die Soldaten, Oper Zürich/Komische Oper Berlin - Verdi: Les vêpres siciliennes, Royal Opera House Covent Garden, London - Berg: Wozzeck, English National Opera, London |
| Wiederentdeckung                                   | Foroni: Cristina, regina di Svezia - Wexford Festival Opera - Dirigent: Andrew Greenwood - Regie: Stephen Medcalf, Bühne: Jamie Vartan                                          | - Cavalli: Elena, Festival d’Aix-en-Provence - Mysliveček: L’olimpiade, Dijon, Caen, Luxembourg, Prag - Tanejew: Oresteia, Bard SummerScape, Annandale-on-Hudson, New York |
| Uraufführung                                       | André Tchaikowsky: The Merchant of Venice - Bregenzer Festspiele - Wiener Symphoniker, Dirigent: Erik Nielsen - Regie: Keith Warner, Bühne: Ashley Martin-Davis                 | - Blanchard: Champion, Opera Theatre of Saint Louis - Morrison: Oscar, Santa Fe Opera - Szymański: Qudsja Zaher, Polnische Nationaloper, Warschau - Glass: Spuren der Verirrten, Landestheater Linz |
| Anniversary Production Britten                     | Peter Grimes on the beach - Open-Air-Inszenierung des Aldeburgh Festival - Dirigent: Steuart Bedford - Regie: Tim Albery, Bühne: Leslie Travers                                 | - A Midsummer Night’s Dream (Parque Lage, Rio de Janeiro) - Gloriana (Royal Opera House Covent Garden, London / Hamburgische Staatsoper) |
| Anniversary Production Verdi                       | La battaglia di Legnano, I due Foscari, I Lombardi - Verdi-Trilogie an der Hamburgischen Staatsoper - Dirigentin: Simone Young - Regie: David Alden, Bühne: Charles Edwards     | - La forza del destino (Bayerische Staatsoper, München) - La traviata (Teatro alla Scala, Mailand) - Les vêpres siciliennes (Royal Opera House Covent Garden, London) |
| Anniversary Production Wagner                      | Parsifal - Vlaamse Opera in Antwerpen und Gent - Dirigentin: Eliahu Inbal - Regie: Tatjana Gürbaca, Bühne: Henrik Ahr                                                           | - Der Ring des Nibelungen (Opera Australia, Mazda Opera in the Bowl, Melbourne) - Parsifal (Metropolitan Opera, New York) - Das Rheingold (Grand Théâtre de Genève) |
|                                                    | | |
| DVD                                                | Charpentier: David et Jonathas - Festival d’Aix-en-Provence (Bel Air Classiques) - Les Arts Florissants, Dirigent: William Christie - Regie: Andreas Homoki, Bühne: Paul Zoller | - Britten: The Rape of Lucretia (English National Opera, Paul Daniel, David McVicar; Opus Arte) - Cherubini: Médée (Les Talens Lyriques, Christophe Rousset, Krzysztof Warlikowski; Bel Air) - Prokofjew: Der Spieler (Mariinski-Theater St. Petersburg, Valery Gergiev, Laurent Gentot; Mariinsky) - Debussy: Pelléas et Mélisande (Orchestre National de France, Bernard Haitink, Peter Stein; Naïve) - Heggie: Moby-Dick (San Francisco Opera, Patrick Summers, Leonard Foglia; EuroArts) - Adès: The Tempest (Metropolitan Opera, Thomas Adès, Robert Lepage; Deutsche Grammophon)               |
| CD (Gesamtaufnahme)                                | Verdi: Otello - Chicago Symphony Orchestra - Dirigent: Riccardo Muti - CSO Resound                                                                                              | - Händel: Serse (Early Opera Company, Christian Curnyn; Chandos) - Wagner: Der fliegende Holländer / Dietsch: Le vaisseau fantôme (Les Musiciens du Louvre (Grenoble), Marc Minkowski; Naïve) - Benjamin: Written on Skin/Duet for Piano and Orchestra (Mahler Chamber Orchestra, George Benjamin; Nimbus Records) - Donizetti: Belisario (BBC Symphony Orchestra, Sir Mark Elder; Opera Rara) - Britten: The Rape of Lucretia (Aldeburgh Festival Ensemble, Oliver Knussen; Virgin Classics) - Humperdinck: Königskinder (Frankfurter Opern- und Museumsorchester, Sebastian Weigle; OehmsClassics) |
| CD (Recital)                                       | Ann Hallenberg Hidden Handel, Naïve | - Andrzej Dobber: Arias (Dux) - Bejun Mehta: Che puro ciel – The Rise of Classical Opera (Harmonia Mundi) - Xavier Sabata: Bad Guys (Aparte) |
|                                                    | | |
| Nachwuchssänger                                    | Jamie Barton | - Emőke Baráth - Helena Dix - Joyce El-Khoury - Joélle Harvey - Duncan Rock - Corinne Winters - Pretty Yende |
| Philanthrop                                        | Edgar Foster Daniels | - Alan und Jette Parker - Club des Mécènes - The Neubauer Family Foundation |
| Reader’s Award verliehen von der Zeitschrift Opera | Joseph Calleja | - Piotr Beczała - Joyce DiDonato - Renée Fleming - Juan Diego Flórez - Anna Netrebko - Bryn Terfel |
| Lebensleistung                                     | Gerard Mortier | |